# Človek (sura)
Človek (arabsko Al-Insan) je 76. sura (poglavje) v Koranu, ki jo sestavlja 31 ajatov (verzov). Je medinska sura.
Med opravljanjem molitve (salata oz. namaza) pri tej suri verniki opravijo 2 ruku'ja (priklona).